# Psammodynastes
Psammodynastes is een geslacht van slangen uit de familie Pseudaspididae.

## Naam en indeling
De wetenschappelijke naam van de groep werd voor het eerst voorgesteld door Albert Günther in 1858. Er zijn twee soorten die voorkomen in delen van Zuidoost-Azië.

### Soorten
Het geslacht omvat de volgende soorten, met de auteur en het verspreidingsgebied.
| Naam                         | Auteur        | Verspreidingsgebied |
| ---------------------------- | ------------- | --- |
| Psammodynastes pictus        | Günther, 1858 | Indonesië, Brunei, Maleisië, Singapore |
| Psammodynastes pulverulentus | Boie, 1827    | Bangladesh, Myanmar, Cambodja, China, Hongkong, India, Bhutan, Indonesië, Laos, Nepal, Bhutan, de Filipijnen, Taiwan, Thailand, Vietnam, Maleisië |

## Uiterlijke kenmerken
De slangen bereiken een lichaamslengte van ongeveer 55 tot 77 centimeter, het lichaam is relatief slank gebouwd. De kop is afgeplat en duidelijk te onderscheiden van het lichaam door de aanwezigheid van een insnoering. De ogen zijn relatief groot en hebben een verticale pupil. De slangen hebben 17 of 19 rijen schubben in de lengte op het midden van het lichaam en 146 tot 175 schubben aan de buikzijde. Onder de staart zijn 44 tot 70 gepaarde schubben aanwezig.

## Levenswijze
De slangen jagen op kleine gewervelden zoals hagedissen (gekko's en skinken), kikkers, garnalen en andere soorten slangen. Van Psammodynastes pictus is bekend dat vissen worden buitgemaakt vanuit boven het water hangende vegetatie. De vrouwtjes zijn eierlevendbarend; de jongen komen volledig ontwikkeld ter wereld.

## Verspreiding en habitat
De slangen komen voor in delen van Azië en leven in de landen Bangladesh, Myanmar, Cambodja, China, Hongkong, India, Bhutan, Indonesië, Laos, Nepal, Bhutan, de Filipijnen, Taiwan, Thailand, Vietnam, Maleisië, Brunei en Singapore. De habitat bestaat uit tropische en subtropische bossen, zowel in laaglanden als in bergstreken. De soort Psammodynastes pulverulentus is aangetroffen op een hoogte van 2000 meter boven zeeniveau. 